# Tennis vid olympiska sommarspelen 2024
Tennis vid olympiska sommarspelen 2024 arrangerades mellan 27 juli och 4 augusti 2024 i Stade Roland Garros i Paris i Frankrike. Totalt fem grenar fanns på programmet som är oförändrat sedan OS i London 2012.

## Medaljörer
| Gren                    | Guld                                     | Silver                                                         | Brons                                           |
| Damsingel Detaljer...   | Zheng Qinwen Kina                        | Donna Vekić Kroatien                                           | Iga Świątek Polen                               |
| Damdubbel Detaljer...   | Italien Sara Errani Jasmine Paolini      | Individuella neutrala idrottare Mirra Andrejeva Diana Shnaider | Spanien Cristina Bucșa Sara Sorribes Tormo      |
| Herrsingel Detaljer...  | Novak Djokovic Serbien                   | Carlos Alcaraz Spanien                                         | Lorenzo Musetti Italien                         |
| Herrdubbel Detaljer...  | Australien Matthew Ebden John Peers      | USA Austin Krajicek Rajeev Ram                                 | USA Taylor Fritz Tommy Paul                     |
| Mixeddubbel Detaljer... | Tjeckien Kateřina Siniaková Tomáš Macháč | Kina Wang Xinyu Zhang Zhizhen                                  | Kanada Gabriela Dabrowski Félix Auger-Aliassime |

Denna tabell: visa • redigera

## Medaljtabell
*   Värdland ( Frankrike)
| Nr                   | Nation                          | Guld | Silver | Brons | Totalt |
| -------------------- | ------------------------------- | ---- | ------ | ----- | ------ |
| 1                    | Kina                            | 1    | 1      | 0     | 2      |
| 2                    | Italien                         | 1    | 0      | 1     | 2      |
| 3                    | Tjeckien                        | 1    | 0      | 0     | 1      |
| 3                    | Serbien                         | 1    | 0      | 0     | 1      |
| 3                    | Australien                      | 1    | 0      | 0     | 1      |
| 6                    | Spanien                         | 0    | 1      | 1     | 2      |
| 6                    | USA                             | 0    | 1      | 1     | 2      |
| 8                    | Kroatien                        | 0    | 1      | 0     | 1      |
| –                    | Individuella neutrala idrottare | 0    | 1      | 0     | 1      |
| 9                    | Kanada                          | 0    | 0      | 1     | 1      |
| 9                    | Polen                           | 0    | 0      | 1     | 1      |
| Totalt (10 nationer) | Totalt (10 nationer)            | 5    | 5      | 5     | 15     |